# 県道203号 (台湾)
県道203号（けんどう203ごう）は、澎湖県馬公市から同県西嶼郷外垵を結ぶ、全長36.297kmの台湾の県道で、澎湖で最も長い県道である。

## 通過する自治体
- 澎湖県
  - 馬公市
  - 湖西郷
  - 白沙郷
  - 西嶼郷

## 接続する道路
- 県道205号
- 県道204号
- 県道202号

## 施設
- 国立馬公高級中学
- 馬公国民中学
- 志清国民中学
- 中正橋
- 中屯国民小学
- 永安橋
- 鎮海国民中学
- 港子国民小学
- 白沙国民小学
- 澎湖跨海大橋
- 西嶼国民中学
- 赤馬国民小学
- 内垵国民小学